# Landkreis Leer
Leer er en  landkreis i den sydlige del af  den tyske delstat Niedersachsen, og udgør den vestlige del af landskabet  Østfrisland. Administrationen er  beliggende i byen Leer. Den er omgivet af (med uret fra nordvest): byen Emden, landkreisene  Aurich, Wittmund, Friesland, Ammerland, Cloppenburg og Emsland, samt den  Hollandske provins Groningen).

## Historie
I 1744 blev Østfrisland annekteret af Preussen. I 1867 blev regionen inddelt i landkreisene Leer og Weener. De blev sammenlagt igen i 1932.

## Geografi
Landkreisen ligger i den sydlige del af Østfrisland. Floden Ems løber gennem området fra Emsland mod syd, og ud i bugten Dollart, i Nordsøen. Øen Borkum, der er en  af de Østfrisiske øer, er også en del af landkreisen ligesom dele af Nationalpark Niedersächsisches Wattenmeer ligger i området.

## Byer og kommuner
Landkreisen havde 169809  indbyggere pr.  2018-12-31

| Cities | Amter |
| --- | --- |
| 1. Borkum, by (5125) 2. Bunde (7662) 3. Jemgum (3581) 4. Leer (Ostfrisland), administrationsby (34486) 5. Moormerland [adm: Warsingsfehn] (23426) 6. Ostrhauderfehn (11289) 7. Rhauderfehn [adm: Westrhauderfehn] (18032) 8. Uplengen [adm: Remels] (11778) 9. Weener, by (15842) 10. Westoverledingen [adm: Ihrhove] (21019) | - 1. Samtgemeinde Hesel (10874) 1. Brinkum (782) 2. Firrel (820) 3. Hesel * (4596) 4. Holtland (2242) 5. Neukamperfehn (1736) 6. Schwerinsdorf (698) - 2. Samtgemeinde Jümme (6695) 1. Detern, Flecken (2780) 2. Filsum * (2141) 3. Nortmoor (1774) gemeindefreies Gebiet - Insel Lütje Hörn (0,31 km², unbewohnt) 1Administrationsby for Samtgemeinde |

Kommunefrit område

Det ubeboede område Lütje Hörn ligger også i Landkreis Leer district men er kommunefrit område.